# Белые сербы

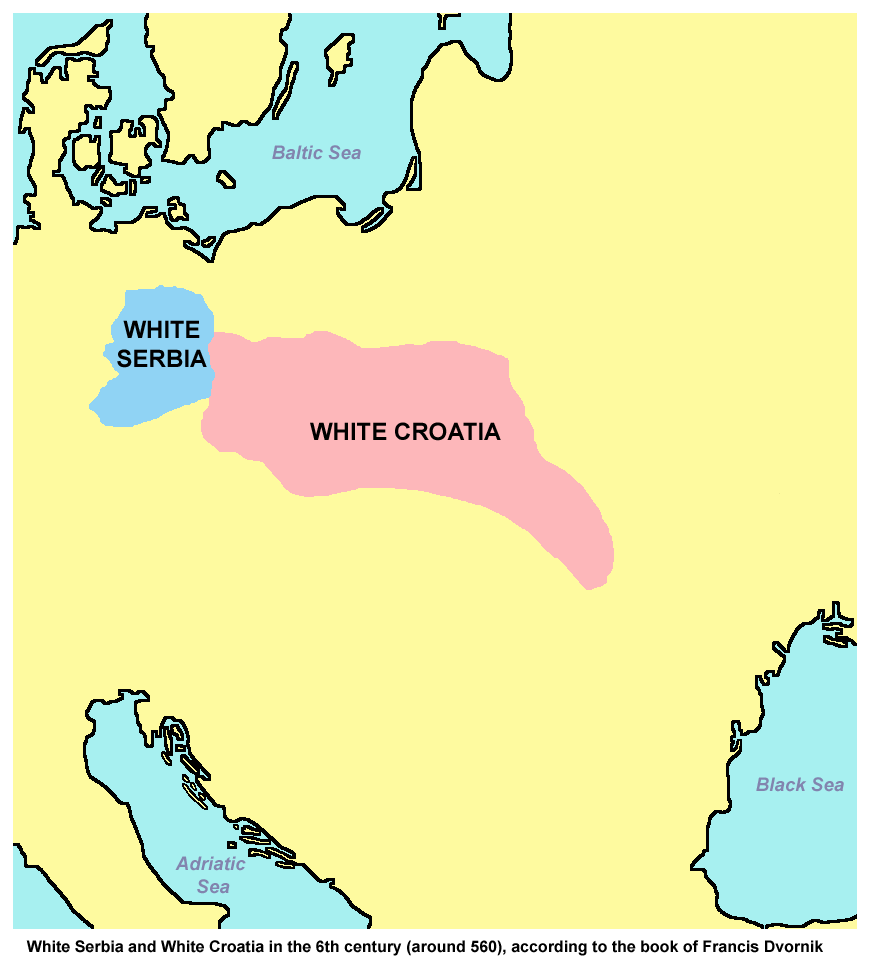
Местоположение Белой Сербии и Белой Хорватии в VI веке (около 560 года), по книге Франтишека Дворника.

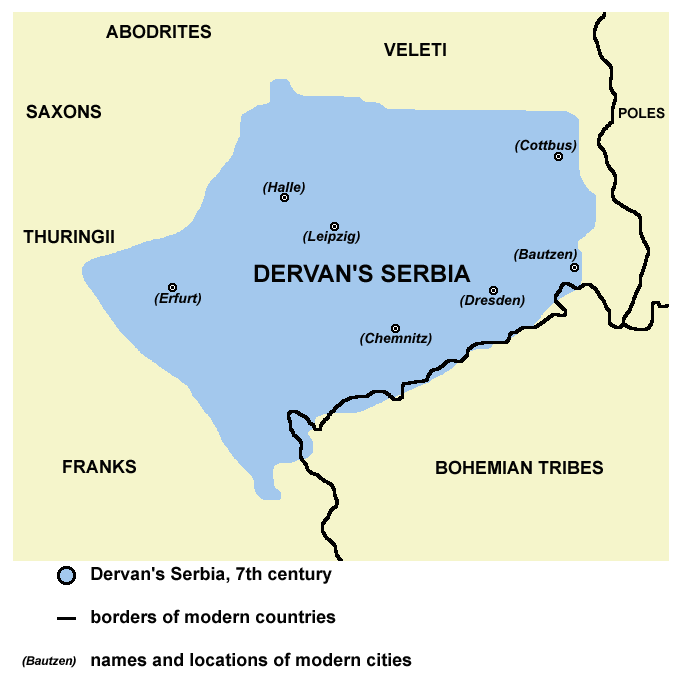
Территория, занимаемая Сербией в VII веке

Белые сербы (серб. Бели Срби / Beli Srbi), полабские сербы — славянское племя, обитавшее в VI—VII веках в районах, расположенных на севере Чехии, юге и западе Польши, половина которого в середине VII века, вероятно, ушла на западные Балканы и сформировало там крупный племенной союз, который в IX веке распался на ряд племенных государств. Современными потомками белых сербов являются, по-видимому, лужицкие сербы (лужичане) и балканские сербы.

## Происхождение
Согласно некоторым сербским и греческим произведениям они происходят от полабов, которые жили в довольно крупном регионе, расположенном вокруг Лужицких гор (Судеты), к востоку от реки Лабы (сейчас это юго-восточная граница Германии, юго-западная часть Польши и северная часть Чехии), в раннем Средневековье.
В трактате «Об управлении империей» о сербах, прибывших на Балканы, сообщается, что:
…сербы происходят от некрещёных сербов, называемых также «белыми» и живущих по ту сторону Туркии в местности, именуемой ими Воики. С ними граничит Франгия, а также Великая Хорватия, некрещёная, называемая также «Белой». Там-то и живут с самого начала эти сербы.

## Переселение части племени на Балканы

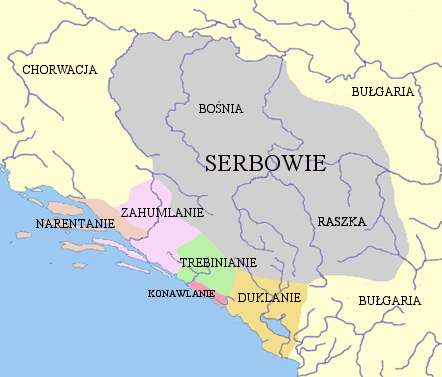
Сербские племена в VII—IX веках

В начале VII века сербы жили в Белой Сербии (белый цвет у славян означал запад) — она была расположена в северном районе сегодняшней Чехии, но гораздо более крупная часть земель лежала в Польше, вероятно, на месте нынешней Силезии и Великой Польши. Проводилась экспансия в Лужицу и Мейсен, что привело к образованию народа лужицких сербов.
В 626 году, византийским дипломатам, находящимся под угрозой вторжения в Константинополь большой армии аваро-болгаро-славяно-персидских войск, удалось спровоцировать против авар славян из Южной Богемии и Северной Паннонии. Во главе всеславянского восстания, вспыхнувшего после поражения осады Константинополя, стоял франкский (по другим данным, славянский) купец Само, который в течение 35 лет правил очень сильным славянским государством, известным как Государство Само.
Само удалось убедить сербов, возглавляемых «Безымянным князем», чтобы во время антиаварского восстания, наряду с проживавшими в востоку от них хорватами, они пошли на юг и поддержали Склавинов на побережье Далмации и в Паннонии, помогая обрести суверенитет от авар. Сербско-хорватское наступление не встретилось с существенным сопротивлением аваров, положение которых усугублялось внутренним конфликтом.
После смерти Само около 660 года и распада его государства, аварам удалось преодолеть внутренний кризис государства. Но они не имели достаточно сил для того, чтобы хоть как-то угрожать сербам, основавшимся на Балканах.

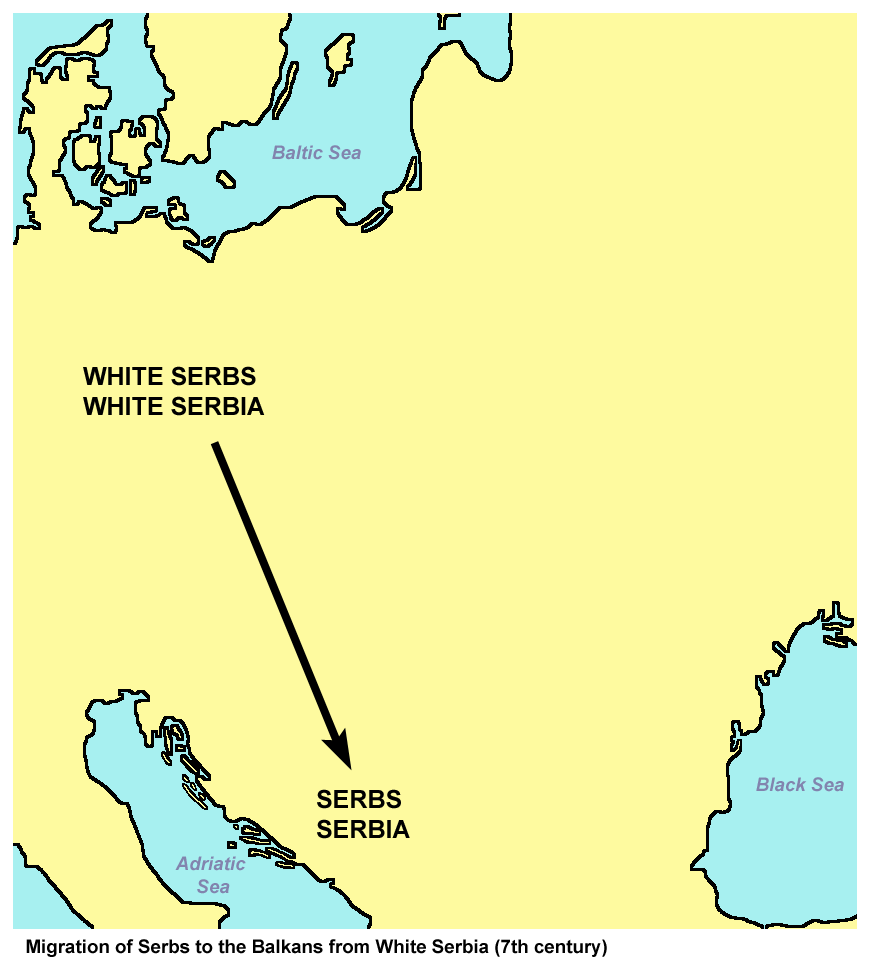
Переселение сербов из Белой Сербии, иллюстрирующее мнение о положении Белой Сербии на востоке современной Германии.
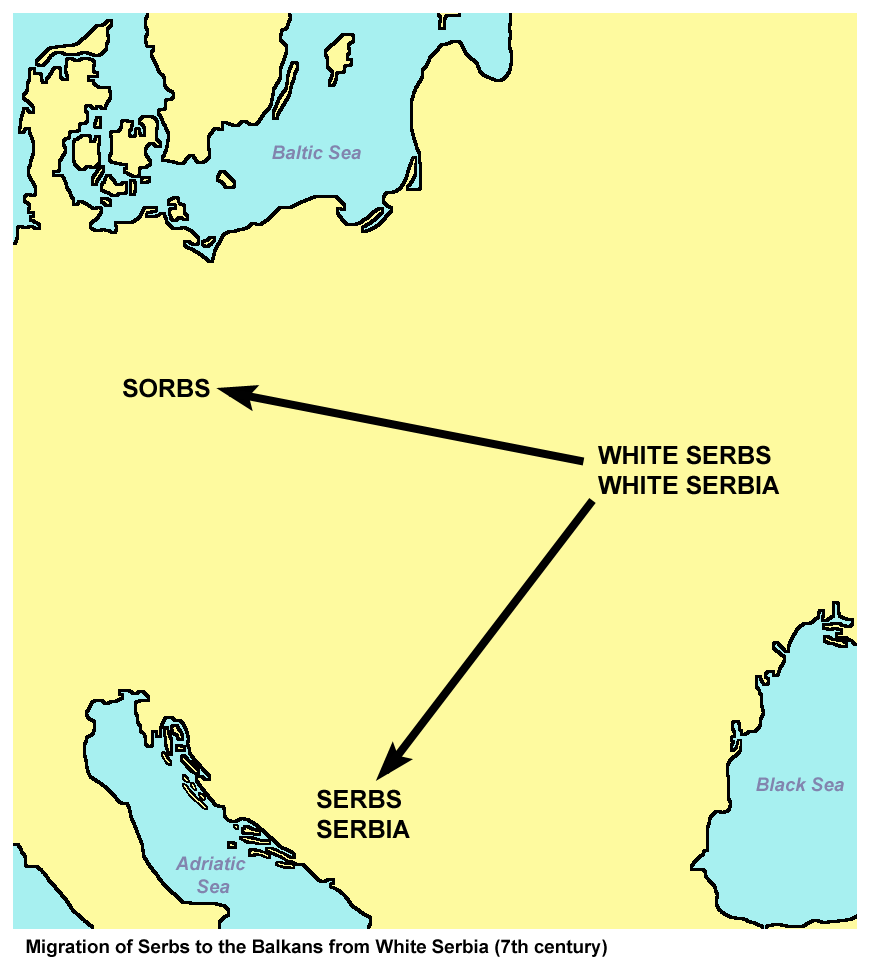
Переселение сербов из Белой Сербии, иллюстрирующее мнение о положении Белой Сербии на западе современной Украины.